# Hungen
Hungen é um município da Alemanha, situado no distrito de Gießen, no estado de Hesse. Tem 86,75 km² de área, e sua população em 2019 foi estimada em 12.596 habitantes.